# Maevarano
De Maevarano is een rivier in Madagaskar. De rivier is 203 kilometer lang en gelegen in de regio Diana. De Maevarano ontspringt in het Tsaratananamassief, niet ver van de rivier de Sambirano, en mondt uit in de Straat Mozambique.
De rivier daalt in het begin af tot de moerassige vallei Ankaizina, met een verhang van 48 m/km. In deze vallei is het verhang 1 m/km, begint de rivier te meanderen en buigt deze af naar het westen. Haar grootste zijrivier is de Sandrakota.